# Comté de Ravensthorpe
Le Comté de Ravensthorpe est une zone d'administration locale au sud de l'Australie-Occidentale en Australie à 530 kilomètres au sud-est de Perth, la capitale de l'État. Le comté est situé entre les villes d'Albany et d'Esperance. 
Le centre administratif du comté est la ville de Ravensthorpe (en) .
Le comté est divisé en un certain nombre de localités :
- Ravensthorpe
- Fitzgerald River
- Hopetoun
- Jerdacuttup
- Munglinup

Le comté a sept conseillers locaux et est divisé en 3 circonscriptions :
- Ravensthorpe Ward (deux conseillers)
- Hopetoun Ward (deux conseillers)
- Rural Ward (trois conseillers)